# Privatdocent
Privatdocent var förr en oavlönad tjänst vid universitet, avsedd för nydisputerad doktor i meriteringssyfte. Termen användes särskilt om utomnordiska förhållanden, motsvarande det tyska Privatdozent.